# Caeruleuptychia divina
Caeruleuptychia divina är en fjärilsart som beskrevs av Gustav Weymer 1911. Caeruleuptychia divina ingår i släktet Caeruleuptychia och familjen praktfjärilar. Inga underarter finns listade i Catalogue of Life.